# Ruisbroek (Brabant)
|  | Per a altres significats, vegeu «Ruisbroek». |

Ruisbroek és un poble de la província belga de Brabant Flamenc. Va ser un municipi independent fins que l'1 de gener de 2017 es va fusionar amb Sint-Pieters-Leeuw. Ruisbroek compta amb una superfície de 3,54 km² i, l'any 2007 tenia 6043 habitants.
L'assentament es va crear des del segle xi prop d'un gual al Zenne. El primer esment escrit Ruschebruc data del 1179, significa «pantà amb molts joncs i senill». El poble va sofrir sovint d'inundacions pel Zenne. Per transformar el pantà i crear prats es va desguassar la zona ja a l'edat mitjana en excavar tres weterings: el Broekgracht, Oude Gracht i Laekebeek.
Al segle xix, la construcció del Canal Brussel·les-Charleroi (acabat el 1832) i el ferrocarril Brussel·les-Mons (inaugurat el 1840) van transformar a poc a poc el poble agrícola en poble industrial amb un florissant sector del tèxtil, avui desaparegut.

## Persones
- Joan de Ruusbroec (1293-1381), clergue i místic